# أحمد سليمان ياقوت
الدكتور أحمد سليمان ياقوت (5 نوفمبر 1936 - 13 مايو 2008) هو مؤلف وأستاذ مصري.

## حياته ونشأته
الدكتور أحمد سليمان ياقوت (5 نوفمبر 1936 - 13 مايو 2008) ولد بمدينة الإسكندرية بجمهورية مصر العربية وتوفي بها، كما أنه نشأ وتعلم بها وتسلم شهادة من الرئيس الأسبق جمال عبد الناصر في عيد العلم لتفوقه في الدراسة الثانوية. وبعدها حصل على درجة الليسانس في الآداب من قسم اللغة العربية واللغات الشرقية وآدابها من جامعة الإسكندرية. دورة يونيو عام 1968 بتقدير جيد جداً مع مرتبة الشرف الثانية، وكان أول دفعته فكلف بالعمل معيداً في العام نفسه، حصل على درجة الماجستير في الآداب من قسم اللغة العربية واللغات الشرقية وآدابها من جامعة الإسكندرية عام 1972 بتقدير ممتاز، ودرجة الدكتوراة في الآداب من قسم اللغة العربية واللغات الشرقية وآدابها من جامعة الإسكندرية عام 1975 مع مرتبة الشرف الأولى.

## مسيرته
- معيد بقسم اللغة العربية بكلية الآداب بجامعة الإسكندرية.
- مدرس مساعد بقسم اللغة العربية بكلية الآداب بجامعة الإسكندرية.
- مدرس بقسم اللغة العربية واللغات الشرقية وآدابها بكلية الآداب بجامعة الإسكندرية.
- أستاذ مساعد مساعد بقسم اللغة العربية واللغات الشرقة وآدابها بكلية الآداب بجامعة الإسكندرية.
- أستاذ بقسم اللغة العربية بكلية الآداب واللغات الشرقية وآدابها بجامعة الإسكندرية.
- عميداً لكلية الآداب جامعة بيروت العربية.
- أستاذ متفرغ بقسم اللغة العربية بكلية الآداب واللغات الشرقة وآدابها جامعة الإسكندرية حتى وفاته 13 مايو 2008.

قام بالتدريس في جامعات كثيرة إما معاراً أو أستاذاً زائراً في جامعة الرياض وجامعة الملك فيصل وجامعة الكويت وجامعة اليمن وكليات البنات الرياض وجامعة بيروت العربية التي كان عميداً لكلية الآداب بها. له إسهامات كثيرة في الميادين الثقافية والعلمية، هو محكم للأبحاث العلمية التي تنشر في مجلة كلية الآداب بالإسكندرية وطنطا والمنيا وكذلك في الكويت والأردن. أشرف على العشرات من رسائل الماجستير والدكتوراه، وقام بالتحكيم في كثير من الإنتاج العلمي لأعضاء هيئة التدريس بمختلف الدول العربية للترقية لدرجة أستاذ وأستاذ مساعد وهو من اللجنة العلمية الدائمة لترقية الأساتذة وكذلك من اللجنة العلمية الدائمة لترقية الأساتذة المساعدين بجامعة الإسكندرية.

## مؤلفاته[1]
1. النواسخ الفعلية والحرفية، دار المعارف 1972
2. ظاهرة الإعراب في النحو العربي وتطبيقها في القرآن الكريم، جامعة الرياض 1976
3. علل منع الصرف عند النحاة، بحث منشور في مجلة آداب الإسكندرية 1980
4. دراسات نحوية في خصائص ابن جني، دار المعرفة 1982
5. عروض الخليل ما لها وما عليها، بحث منشور في مجلة آداب الإسكندرية 1984
6. ضياء الدين ابن الأثير وآراؤه في النحو والنحاة، بحث منشور في مجلة آداب جامعة الملك فيصل 1988
7. الهاء في اللغة العربية بحث منشور في مجلة آداب الإسكندرية 1990
8. الدرس الدلالى في خصائص ابن جنى، دار المعرفة 1992
9. الكتاب بين المعيارية والوصفية، دار المعرفة 1995
10. الأفعال شبه المتصرفة وغير المتصرفة، دار العرفة 1996
11. في علم اللغة التقابلى، دار العرفة 2000
12. صفوة الإعراب، دار العرفة 2001
13. تدريبات في النحو والصرف، دار العرفة 2001
14. نصوص نحوية (شرح وتعليق)، دار العرفة 2002
15. التسهيل في علمى الخليل، دار العرفة 2003